# Нгвем, Джонатан
Джозеф Джонатан Нгвем (фр. Jonathan Joseph Ngwem; 20 июля 1991) — камерунский футболист, защитник египетского клуба «Фьючер» и национальной сборной Камеруна.

## Карьера

### Клубная
Во взрослом футболе дебютировал в 2011 году выступлениями за команду клуба «Пума», в которой провел один сезон. Своей игрой за эту команду привлек внимание представителей тренерского штаба клуба «Женесс» (Бонумассади), в состав которого присоединился в 2013 году. Там сыграл и следующий сезон своей игровой карьеры. В 2015 году заключил контракт с клубом «Юниспорт», в составе которого провел следующий год своей карьеры. В состав клуба «Прогрешшу ду Самбизанга» присоединился в 2016 году.

### Международная
Свой первый матч за национальную сборную Камеруна он провёл 31 октября 2015 года в первом отборочный туре чемпионата Африки против Конго. Затем он участвовал в Чемпионате африканских наций 2016 года, организованном в Руанде. Камерун на турнире достигает четвертьфинала соревнований, где проигрывает Кот-д’Ивуару. В январе 2017 года, он был в заявке Уго Брооса на Кубке африканских наций 2017 года, который проходил в Габоне. В июне 2017 года принимал участие на Кубке конфедераций 2017 в России.

## Достижения

### «Фьючер»
- Обладатель Кубка Египетской премьер-лиги: 2022